# 杰古沙龙冰河湖
傑古沙龍冰河湖，或作冰潟湖，是冰岛最著名和最大的冰川湖。它位于冰岛东南部，瓦特纳冰原的南端。冰河湖于1934-35年开始出现，由于冰岛冰川的大量融化，从1970年代开始，冰河湖的面积不断扩大，如今面积为18平方公里。湖深200米，为冰岛第二深湖。杰古沙龙冰河湖对面的黑沙滩上搁浅着许多被海浪冲回岸边的冰石，被称作“钻石冰沙滩”。

## 媒体
很多电影在冰河湖取景，包括《古墓丽影》、《蝙蝠侠诞生》和两部詹姆斯·邦德系列电影《誰與爭鋒》、《铁金刚勇战大狂魔》。
1991年发行了一枚描绘冰河湖的面值为26冰岛克朗的邮票。